# Форсайт, Гарольд
Его Превосходительство Гарольд Уинстон Форсайт Мехия (исп. Harold Forsyth; 25 мая 1951, Лима) — перуанский политик, государственный деятель, дипломат. Заместитель министра иностранных дел Перу (2006—2009). Конгрессмен Республики Перу.

## Биография
Изучал журналистику в Папском католическом университете Перу. Бакалавр. Позже, окончил Дипломатическую академию Перу, где получил диплом магистра международных отношений.
Работал в Министерстве иностранных дел Перу. Занимал различные дипломатические посты в Чили, Венесуэле, Канаде и Германии, был международным наблюдателем миссий по наблюдению за выборами в Колумбии, Мексике и Гватемале.
Во время президентства Альберто Фухимори Форсайт был вынужден уйти в отставку с перуанской дипломатической службы. В 1995 году успешно баллотировался на выборах в Конгресс Республики Перу(1995—2000).
Вернувшись на дипломатическую службу, с 2001 по 2004 год был послом Перу в Колумбии, с 2004 по 2006 год — послом в Италии, одновременно — послом Перу в Сан-Марино и Турции (2005—2006), послом в Китае с 2009 по 2011 год, с 2011 по 2014 год — послом в Соединенных Штатах.
Постоянный представитель Перу при международных организациях со штаб-квартирой в Риме:
- Продовольственной и сельскохозяйственной организации (ФАО)
- Международного фонда сельскохозяйственного развития (МФСР)
- Всемирной продовольственной программы (ВПП) (2004—2006)

Заместитель министра иностранных дел Перу (2006—2009).
С 2014 года работал послом Перу в Японии.

## Семья
Жена — Вероника Соммер Майер, мисс Чили 1976. Имеет троих детей, в том числе: Дезире (1978), Гарольд (1981) и Джордж (род. 1982), футболист, вратарь клуба «Альянса Лима» и сборную Перу.

## Награды
- Орден Франсиско Миранды третьего класса (Венесуэла) (1973)
- Кавалер Ордена Риу-Бранку (Бразилия, 1975)
- Орден «За заслуги перед Федеративной Республикой Германия» 5 класса (ФРГ) (1993)
- Большой Крест Ордена Бернардо О’Хиггинса (Чили, 2001)
- Орден Франсиско Миранды первого класса (Венесуэла) (2003)
- Орден Военно-морских заслуг (Перу) (2003)
- Орден Конгресса Колумбии (2004)
- Большой Крест Ордена Демократии «Симон Боливар» (2004)
- Большой Крест Ордена Сан-Карлос (Колумбия, 2004)
- Орден Звезды итальянской солидарности (Италия, 2006)
- Орден Заслуг (Перу) (2006)
- Орден «За заслуги перед дипломатической службой Перу имени Хосе Грегорио Пас Сольдана» (2006).